# Sail Around the World
«Sail Around the World» es una canción interpretada por el músico estadounidense David Gates. fue publicada en octubre de 1973 como el segundo y último sencillo de First.

## Recepción de la crítica
La revista Cash Box escribió: “Una dulce voz, bonitos arreglos y tiernas letras forman la combinación exacta que finalmente enviará a David a su camino como solista”, mientras que la revista Record World declaró que «Sail Around the World» “podría convertirse en uno de sus mayores [éxitos] de todos los tiempos”.

## Rendimiento comercial
«Sail Around the World» debutó en la lista Hot 100 de la revista Billboard el 20 de octubre de 1973 en el número 77; subió al número 50, su punto máximo, el 17 de noviembre. Pasó un total de ocho semanas consecutivas en el Billboard Hot 100.

## Posicionamiento
| Gráfica (1974)                              | Pico de posición |
| ------------------------------------------- | ---------------- |
| Estados Unidos (Billboard Hot 100)          | 50               |
| Estados Unidos (Billboard Easy Listening)   | 11               |
| Estados Unidos (Cash Box Top 100 Singles)   | 49               |
| Estados Unidos (Record World Singles Chart) | 60               |